# Tierps HK
Der Tierps HK ist ein 1957 gegründeter schwedischer Eishockeyklub aus Tierp. Die Mannschaft spielt in der sechstklassigen Division 4.

## Geschichte
Der Tierps HK wurde 1957 gegründet. Die Mannschaft trat erstmals überregional in Erscheinung, als sie in der Saison 1975/76 in der damals noch zweitklassigen Division 1 antrat, jedoch musste die Mannschaft auf Anhieb den Abstieg in die damals noch drittklassige Division 2 hinnehmen. In der Saison 1999/2000 gelang dem Tierps HK der Aufstieg aus der mittlerweile drittklassigen Division 1 in die neue zweite Spielklasse, die HockeyAllsvenskan. In dieser trat der Verein von 2000 bis 2002 an. Anschließend konnte sich die Mannschaft zunächst in der Division 1 etablieren, stieg aber inzwischen bis in die sechstklassige Division 4 ab.

## Bekannte ehemalige Spieler
- Robert Hägg
- Fredrik Persson